# Krausz Mihály
Krausz Mihály (magyarosítva Krasznai Mihály, külföldön Michael Krausz, Michael Krasznay-Krausz) (Pancsova, 1897. április 11. – Budapest, 1940. november 3.) zeneszerző. A két világháború közötti korszakban főként német nyelvterületen népszerű operett- és slágerszerző.

## Élete
Zsidó családból származik. Édesapjának gramofonkészítő üzeme volt.
Krausz tizenhárom évesen kezdett komponálni. A Zeneakadémián Herzfeld Viktor és Kodály Zoltán tanítványa volt. Komolyzeneszerzőként indult pályája. 1916-ban díjat nyert egy miséjével. Írt nonettet vonós- és fúvóshangszerekre.
1919. május 22-én a budapesti Operaházban volt a premierje egyetlen komoly műfajú színpadi művének, a Marikának. A magyaros stílust a verizmussal ötvöző mű hét előadást ért meg. Ez volt az egyetlen opera-ősbemutató a Tanácsköztársaság alatt.
1923-tól kizárólag operett-, filmzene- és slágerszerzéssel foglalkozott. Előbb Bécsben, majd Berlinben élt. Zömmel német szövegre készült művei is ezekben a városokban kerültek először színpadra, olykor egy-egy évben több új darab is. Legnagyobb sikerét 1927-ben bemutatott Eine Frau von Format c. operettjével aratta. Az 1930-as években Budapesten is volt néhány premierje. A Bíró Lajos drámája nyomán készült Sárga liliom c. háromfelvonásos „magyar rapszódiáját” a Fővárosi Operettszínház játszotta először 1934-ben, de ennek is elkészítette német verzióját (Die gelbe Lilie. Ungarische Rhapsodie).
Sírja a Kozma utcai izraelita temetőben található [17B–4–17].

## Művei

### Színpadi művek
- Marika (opera egy felvonásban, 1919)
- Bajazzos Abenteuer (1923)
- Pußtaliebchen (1924)
- Eine Frau von Format (1927, magyarul A fenséges asszony 1934)
- Yvette und ihre Freunde (1927)
- Glück in der Liebe (1927)
- Die Frau in Gold (1928)
- Das Herrgottslied (1930)
- Die Lindenwirtin (1933)
- Papucs (1933)
- Sárga liliom (1934, németül Die gelbe Lilie 1934)
- Der schwarze Schmetterling (1935)
- Eső után köpönyeg (1936)
- Verzeih, daß ich dich lieb’  (1937)
- Dixie (1938)
- Marion (1940)

### Filmzenék
- Der Kaufmann von Venedig (német, 1923)
- Panik in Chicago (német, 1931)
- Mädchen zum Heiraten (német, 1932)
- Marry Me (brit, 1932)